# Internationale brigader
De Internationale Brigader er fællesbetegnelsen for de republikanske militærenheder, som bestod af frivillige fra andre lande, som kæmpede i Den Spanske Borgerkrig (1936-1939). De kæmpede imod de spanske nationalister (fascister), ledet af Franco, som blev støttet af, tropper fra Nazi-Tyskland og det fascistiske Italien. De danske deltagere i brigaderne kaldes spaniensfrivillige. Det vurderes, at ca. 32.000 personer fra angiveligt 53 lande kæmpede i De Internationale Brigader.

## Etablering af brigaderne
I september 1936 blev det i Moskva første gang foreslået at rekruttere "frivillige" til Den Spanske Borgerkrig gennem kommunistiske partier uden for Sovjetunionen. Forslaget blev fremsat af Kominterns propagandachef for Vesteuropa, Willi Münzenberg d. 1940.
I Italien og Frankrig besluttede de kommunistiske partier i løbet af september at etablere en kolonne, og Luigi Longo, tidligere leder af den kommunistiske ungdomsorganisation i Italien, blev sat til at lave en aftale med den spanske regering. Også det sovjetiske forsvarsministerium var medvirkende, idet man fra Den Russiske Borgerkrig havde erfaring med at etablere korps af internationale frivillige.
Lederen af det spanske socialistparti PSOE, Francisco Largo Caballero, som i september 1936 blev udpeget til premier- og krigsminister, afviste i første omgang international hjælp, men efter de første tilbageslag i krigen gik han den 22. oktober 1936 med til planen. Sovjetunionen vedblev dog at være medlem af Ikke-Interventions Komiteen, sandsynligvis for ikke at risikere diplomatiske skærmydsler med Frankrig og Storbritannien.
Det centrale rekrutteringskontor blev placeret i Paris under ledelse af en polsk, kommunistisk oberst, Karol "Walter" Swierczewski. Den 17. oktober offentliggjorde det spanske kommunistparti PCE's tidsskrift Mundo Obrero et åbent brev fra Stalin til lederen af PCE, José Díaz, hvor han argumenterer for, at befrielsen af Spanien ikke kun er en sag for spanierne, men også for hele den "progressive del af menneskeheden". Der gik kun få dage, før der var etableret støtteorganisationer for Spanien i det meste af Europa, alle mere eller mindre styret af Komintern.
Der blev arrangeret ruter for de frivillige. F.eks. var Josip Broz, som senere ville blive kendt som marskal Tito, i Paris for at sørge for hjælp, penge og pas til de frivillige fra Østeuropa. De frivillige blev fra Frankrig sendt med tog eller skib til Spanien og videre til basen i Albacete. Der var dog en stor del, som selv tog til Spanien. De frivillige tegnede ingen kontrakt og lavede heller ingen aftaler om en defineret tjenestetid, hvilket senere skulle vise sig som et problem.
Mange italienere, tyskere og folk fra andre lande med undertrykkende regimer meldte sig ud fra den tanke, at kampen i Spanien var et første skridt mod at få demokrati igen eller til at fremme revolutionssagen i deres hjemland. Der var også mange arbejdsløse arbejdere og eventyrere. Desuden var der 500 kommunister. som var sendt i eksil i Sovjetunionen, heriblandt militære ledere med erfaring fra 1. verdenskrig, som skulle vise sig uvurderlige i kamp.
Kommunisterne mødte operationen med entusiasme, mens anarkisterne mødte den med skepsis eller direkte modstand. Anarkisterne kontrollerede grænsen til Frankrig og afviste i første omgang kommunister som frivillige, men efter protester lod de dem – tøvende – komme ind i Spanien. En gruppe på 500 frivillige, primært franskmænd og nogle få polakker og tyskere, ankom den 14. oktober til Albacete, hvor de blev mødt af frivillige, som allerede havde været i kamp i Spanien, dvs. tyskere fra Thälmann Bataljonen, italienere fra Centuria Gastone Sozzi og franskmænd fra Commune de Paris Bataljonen. På basen blev de frivillige opdelt efter erfaring og oprindelsesland og fordelt på enheder.
Det franske kommunistparti PCF sørgede for uniformer til brigaderne. Der var stram disciplin, og de frivillige var lukket inde på basen i flere uger, mens de gennemgik den hårde, militære træning.

## Slaget om Madrid
De Internationale Brigader fik deres ilddåb i Slaget om Madrid, hvor republikken hentede en vigtig sejr og derved afværgede en hurtig sejr til nationalisterne under Franco. Brigaderne blev generelt anerkendt for deres rolle i sejren, den blev endda sine steder overdrevet. Bl.a. sagde den britiske ambassadør, Sir Henry Childon, at der ikke havde været spaniere blandt de tropper, der forsvarede byen. Sandheden er, at ud af ca. 40.000 republikanske tropper var de ca. 3.000 internationale frivillige, mens resten var spaniere. Men selv om brigaderne hverken vandt slaget alene eller bidrog væsentligt til at ændre balancen, ydede de deres bidrag: dels ved deres beslutsomme kæmpen, som inspirerede og gav moral i befolkningen ved at vise andre folks deltagelse i kampen, og dels gennem den erfaring, som brigadens veteraner havde med fra 1. verdenskrig, hvor Spanien havde holdt sig neutralt.
Casa de Campo var én af de strategiske positioner i Madrid. Her ledede general José Enrique Varela nationalistiske tropper, som bestod af marokkanere, der var glimrende til at kæmpe i det åbne landskab, men dårligt trænede i bykrig. Noget som de republikanske tropper havde excelleret i siden starten af borgerkrigen. De marokkanske tropper blev stoppet af den 3. og 4. brigade i republikkens regulære hær.
Den 9. november 1936 indtog den 11. Internationale Brigade, som bestod af 1.900 tropper fra Edgar André Bataljonen, Commune de Paris Bataljonen og Dabrowski Bataljonen samt et britisk maskingeværkompagni, en position ved Casa de Campo. Om aftenen lancerede brigadens leder, general Kléber, et angreb på nationalisternes positioner. Striden varede til ud på morgenen den følgende dag og endte med, at nationalisterne måtte trække sig og dermed opgive håbet om at kunne gennemføre et direkte angreb på Madrid over Casa de Campo. Det kostede den 11. Brigade en tredjedel af dens mænd.
Den 13. november blev den 12. Internationale Brigade på 1.550 mand fra Thälmann Bataljonen, Garibaldi Bataljonen og André Marty Bataljonen sat ind i kampen. Under ledelse af general "Lukacs" gik de til angreb på nationalistiske positioner på forhøjninger ved Cerro de Los Angeles. Angrebet fejlede som følge af sprog- og kommunikationsproblemer, kommandoproblemer, mangel på hvile, dårlig koordinering med pansertropper og utilstrækkelig artilleridækning.
Den 19. november måtte republikanske hærenheder fra anarkisterne trække sig tilbage, og nationalistiske enheder bestående af marokkanere og tropper fra Den Spanske Fremmedlegion med dækning fra den tyske Legion Condor kunne indtage positioner i Universitetsbyen i Madrid. Den 11. Brigade blev sendt ind for at drive nationalisterne ud. Det blev en ekstremt blodig kamp fra bygning til bygning og fra rum til rum med en blanding af artilleri, luftbombardementer, bajonetangreb og granater. Anarkistlederen Buenaventura Durruti blev skudt under striden den dag og døde den følgende dag. Striden om universitetet varede ved, indtil nationalisterne havde kontrol med tre fjerdedele af området. Derefter begyndte begge parter at befæste deres stillinger, og det blev klart, at ingen af parterne ville have råd til at gennemføre et angreb. Derfor måtte de nationalistiske ledere opgive at indtage Madrid og i stedet gå over til en belejring.

Den 13. december 1936 forsøgte 18.000 nationalistiske tropper at lukke cirklen omkring Madrid ved forstaden Guadarrama i et slag, der er kendt som Slaget om Coruna-vejen. Republikanerne indsatte en sovjetisk panserenhed under ledelse af general Dmitry Pavlov samt både den 11. og 12. Internationale Brigade. Efter et voldsomt sammenstød lykkedes det at stoppe nationalisternes fremmarch.
Derefter lancerede republikken et angreb på Cordoba-fronten. Slaget endte i en nærmest fastlåst stilling, og der blev udsendt et kommunike, hvor det blev sagt, at "vores fremrykning i dag foregik uden tab af land". Til sidst var det dog nationalisterne, som rykkede frem og indtog vandkraftværket ved El Campo. Den politiske kommissær for de Internationale Brigader, den franske kommunist André Marty, anklagede lederen af Marseillaise Bataljonen, Gaston Delasalle, for spionage og forræderi og fik ham henrettet.
Efter julen 1936 forsøgte nationalisterne flere gange uden held at omslutte Madrid. Den 6. januar 1937 ankom Thälmann Bataljonen til Las Rozas, hvor den holdt sin position, indtil den var udslettet som kampenhed. Den 9. januar var nationalisterne kun avanceret 10 km, da den 13.Internationale Brigade, den 14. Internationale Brigade og det 1. Britiske Kompagni ankom til Madrid. Republikanerne forsøgte med voldsomme angreb at generobre det tabte, men med begrænset succes. Den 15. januar begyndte begge sider at befæste deres stillinger, og dermed blev situationen fastlåst.
Først i marts 1939 indtog nationalisterne Madrid, og selv herefter var der lommer af modstand i de efterfølgende måneder.

## Slaget ved Jarama

### Nationalisternes mål
Efter nationalisterne havde måttet opgive at indtage Madrid, forsøgte de at afsondre byen fra omverdenen ved at afskære kommunikationslinjerne til republikkens midlertidige hovedstad Valencia. For at gøre dette måtte de krydse floden Jarama.
Nationalisternes første mål var at erobre den vestlige bred og indtage højderne oven for floden. Dernæst skulle de bryde igennem de republikanske positioner, som lå på en højderyg øst for floden, og til sidst skulle de indtage byerne Vaciamadrid og Arganda for effektivt at lukke vejen mellem Madrid og Valencia og afskære Madrid mod syd og øst.

### Overraskelsesangreb
Nationalisternes angreb begyndte den 5. februar, hvor de overraskede de republikanske styrker på vestbredden af Jarama. Den 6. februar nåede nationalisterne frem til den lille by Ciempozuelos, som blev holdt af den 18. Brigade, der blev løbet over ende og mistede 1.800 mand. Nationalisterne indtog den 700 meter høje La Marañosa-høj, hvor republikanske styrker kæmpede til sidste mand, og herfra kunne de kontrollere overgangsstedet med artilleri og maskingeværild.
Den 8. februar var vestbredden i nationalisternes hænder, mens den republikanske hær fik forstærkninger og kunne reorganisere sig på østbredden. Derudover medvirkede stærk regn, der fik vandet i floden til at stige, til at yderligere kampe blev udskudt i to dage.
Den 11. februar sneg en lille gruppe marokkanske hjælpetropper sig ubemærket over floden og op til den 14. Internationale Brigades stillinger ved Pindoque jernbanebroen. Her brugte de en taktik, de havde lært under berberoprøret i Marokko, og skar halsen over på vagterne. Straks derefter fulgte nationalistisk kavaleri, som gik til angreb på den blindede 14. Brigade.
Nærved trodsede en kolonne fra nationalisterne kraftig ild fra republikanerne og stormede over Arganda-broen, hvorefter de etablerede et brohoved på den anden side. Republikanerne havde mineret broen, men selv om det lykkedes at detonere sprængladningerne, forblev broen intakt. Da nationalisterne rykkede over floden, lykkedes det republikanerne at bide sig fast i Pingarrón højderne, hvorfra de kunne overdænge nationalisternes brohoveder med artilleriild. Den italienske Garibaldi Bataljon holdt deres stillinger i højderne ved Arganda og slog angrebet tilbage. Senere samme dag lykkedes det for pansrede enheder fra 11. Internationale Brigade at bryde et angreb mod Arganda—Colmena-vejen, hvorefter de ad to omgange gik til modangreb med sovjetiske T-16-tanks. Modangrebene blev slået tilbage af nationalisternes batterier på La Marañosa, men tjente dog det formål at afværge yderligere angreb fra nationalisterne. Da Junkers-fly fra Legion Condor dukkede op for at støtte nationalisterne, blev de skudt ned af republikanske fly, som erobrede luftrummet. Frem til den 13. februar holdt republikanerne luftrummet med stort set udelukkende sovjetiske fly og piloter. Da nationalisterne blev forstærket med flere italienske og spanske fly, var der ikke længere nogen, som kunne dominere i luften.
Nationalisterne fik deres reserver frem og kunne den 12. februar åbne et kraftigt angreb i retning mod Morata. De indtog Pingarrón bakkerne og gik til angreb på Pajares højderne nordfor. Nogle af de bitreste kampe i slaget kom til at stå i striden om højderyggen på østsiden af Jarama.

### Suicide Hill
I mellemtiden måtte 11. Internationale Brigade, som forsvarede Pajares, sande at de var oppe imod overlegne styrker både i antal tropper og antal våben. Nationalisternes artilleri strømmede til Pingarrón, hvorfra de kunne tage livtag med republikanerne. Briterne fra brigaden trak sig tilbage og indtog en position, de kaldte Suicide Hill. De fik støtte af en maskingeværsbataljon, der dog ikke var til megen nytte, da de havde fået forkert ammunition med. Så var der mere gods i Lísters spanske veteraner, som dukkede op til venstre for briterne og sammen holdt de – trods frygtelige tab – linjen for republikanerne hele dagen og ud på natten. Den Britiske Bataljon mistede 375 ud af 600 mand, heraf næsten alle deres officerer.
Den 13. februar begyndte nationalisterne en knibtangsmanøvre, som tvang de franske tropper på briternes højre side til at trække sig tilbage. Det lykkedes de nationalistiske tropper at isolere og fange 30 mand fra maskingeværbataljonen. De overlevende republikanere opgav højen og trak sig til højderne. Her blev de mødt af oberst "Gal", som fik samlet dem og overbevist dem om, at de skulle vende tilbage til kampen. Nationalisterne fejlbedømte situationen og troede, at der var tale om forstærkninger, hvorfor de trak sig tilbage. Rent faktisk ankom der forstærkninger natten til den 14. februar, og det lykkedes dem at holde linjerne.
Andetsteds lykkedes det for Thälmann Bataljonen at afværge et frontalangreb på deres position på en høj, hvor de tilføjede angriberne store tab med maskingeværild.
Nationalisternes fremrykning nåede længst syd for Suicide Hill i de lave bakker mellem Pajares og Pingarrón. Her brød nationalisternes center igennem, efter deres artilleri på La Marañosa havde smadret 15. Internationale Brigade. Her nåede nationalisterne næsten frem til byen Arganda og vejen mellem Madrid og Valencia, men de blev kaldt tilbage, da en general frygtede, at de ville komme for langt væk fra de øvrige nationalistiske tropper og blive afskåret.

### Republikanske modangreb
Den 14. februar gik republikanerne til modangreb med 50 T-26 tanks støttet af infanteri, artilleri og luftdækning. Selv om det ikke
lykkedes at generobre noget land, gik angrebet hårdt ud over nationalisterne, som igen måtte stoppe fremrykningerne. Nationalisterne var så rystede, at de kaldte dagen "el dia triste de la Jarama" ("sorgernes dag ved Jarama" med en henvisning til Hernán Cortés' Noche Triste).
Den 17. februar beordrede general Jose Miaja, som netop havde fået kommandoen alene over den republikanske front, et massivt modangreb for at erobre den østlige side af Jamara tilbage. De tropper som gik til frontalangreb mod Pingarrón-højderne blev slået tilbage med tab på op til 50 pct. Et andet frugtesløst og tabsgivende angreb gik imod Marañosa-bjerget. Til gengæld lykkedes det nordpå at tvinge nationalisterne tilbage fra Vaciamadrid og vejen mellem Madrid og Valencia.
Mellem den 23. februar og den 27. februar gik republikanerne til flere modangreb. General "Gal" beordrede endnu et forsøg på at erobre nationalisternes befæstede stilling på Pingarrón. Blandt tropperne var Lincoln Bataljonen med 450 amerikanere. De uerfarne tropper gik uden artilleristøtte modigt lige i løvens gab, nationalisternes linjer, hvor de blev snittet i småstykker. Digteren Charles Donnelly (som var en del af et irsk kontingent med navnet Connolly Kolonnen) er blevet citeret for at sige "even the olives are bleeding" ("selv olivenerne bløder"), før han blev ramt af en byge af maskingeværkugler og dræbt. Amerikanerne mistede 66 pct. af deres mænd, heraf 120 døde og 175 sårede.
Efter dette fejlslagne angreb blev der igen stille i Jamara-dalen. Begge parter gravede sig ned og fronten blev stabiliseret.

### Konsekvenserne
I slutningen af februar var slaget løbet ud i en fastlåst stilling, hvor begge sider konsoliderede deres positioner i en sådan grad, at der ikke kunne foretages nogen angreb. Både nationalister og republikanere havde lidt meget store tab (mellem 6.000 og 25.000 hver, alt efter beregningerne). Desuden var tropperne udmattede og manglede både ammunition og mad.
Selv om det lykkedes nationalisterne at krydse floden og de var i stand til at modstå alle forsøg på at frarøve dem fodfæstet på den anden side, kunne de ikke nå vejen mellem Madrid og Valencia, som republikanerne holdt i et sikkert greb. Derfor mistede området meget af sin strategiske betydning og gled ud i den bredere front

## Opløsning af brigaderne
De Internationale Brigader blev opløst af den republikanske regering under ledelse af Juan Negrin, som annoncerede beslutningen over for Folkeforbundet den 21. september 1938 i et forsøg på at få nationalisternes udenlandske støtter til at tilbagekalde deres tropper og overbevise vestlige demokratier som Frankrig og Storbritannien om, at de skulle stoppe deres våbenembargo over for republikken. På dette tidspunkt var der stadig omkring 10.000 udenlandske frivillige som gjorde tjeneste i Spanien. Lige over halvdelen af dem kom fra fascistiske lande som Tyskland, Italien eller andre, såsom Ungarn, hvor man havde en autoritær højre fløj ved regeringsmagten. Disse tropper kunne ikke vende sikkert hjem og blev i stedet tildelt et spansk æresborgerskab og blev integreret i spanske enheder i Folkefrontens tropper. De resterende blev sendt hjem til deres respektive lande.

## Sammensætning af enhederne i de Internationale Brigader
De første brigader var sammensat af mestendels franske, belgiske, italienske og tyske frivillige med opbakning fra et større kontingent polske minearbejdere fra Nordfrankrig og Belgien. 11., 12. og 13. Internationale Brigade var de første som blev dannet, senere fulgte 15. og 16., hvor man blandede erfarne soldater med nye frivillige. Sent i 1937 og i 1938 dannede man – mest af taktiske grunde – mindre brigader; 86., 129. og 150..
Omkring 32.000 personer meldte sig til forsvaret af den spanske republik. Mange var veteraner fra 1. verdenskrig. Under deres første træfninger i 1936 under Madrids belejring, viste de deres værdi, både militært og propagandamæssigt.
De fleste af de internationale frivillige var kommunister eller under kommunistisk ledelse og en høj andel var jøder. Samlet kæmpede lige under 1.000 irske socialister, som sandsynligvis var hverken jøder eller kommunister, og som var under republikansk ledelse, i Spanien. Nogen var involveret i kampen i Barcelona mod republikanere, som var modstandere af kommunisterne: POUM Partido Obrero de Unificación Marxista, et anti-stalinistisk marxistisk parti og anarkister. Der var dog også oversøiske frivillige i brigaderne, som var anarkister, socialister, liberale eller af anden politisk overbevisning.
For at forenkle kommunikationen koncentrerede man oftest folk af samme nationalitet eller sproggruppe i de forskellige brigader. Bataljonerne var ofte (i det mindst formelt) navngivet efter inspirerende personer eller begivenheder. Fra foråret 1937 og fremefter indeholdt mange bataljoner ét kompagni spanske frivillige (omkring 150 mand).
Senere i krigen blev den militære disciplin strammet og det blev obligatorisk at lære spansk. Ved et dekret af den 23. september 1937 blev De Internationale Brigader formelt gjort til enheder under Den Spanske Fremmedlegion. Dette lagde dem ind under den militære straffelov. Ifølge samme dekret måtte antallet af ikke-spanske officerer i brigader ikke overstige antallet af spanske med mere end 50 pct.

### Data
| Brigadernes sammensætning efter nationalitet \| "Nationalitet" \| Thomas [1][2] \| Andre kilder \| \| ----------------- \| ------------------------------------------------ \| ------------ \| \| Franskmænd \| 9,000 [1] \| 9,000 [3] \| \| Italienere \| 3,350 [2] \| 3,000 [3] \| \| Tyskere/østrigere \| 3,000 [1] \| 5,000 [3] \| \| Polakker \| 3,000 [1] \| 3,000 [3] \| \| Russere \| 2,000-3,000[1] \| \| \| Amerikanere \| 2,800 [2] \| 2,800 [3] \| \| Briter \| 2,000 [2] \| 1,800 [3] \| \| Belgiere \| ~ \| 1,600 [3] \| \| Tjekkoslovakker \| 1,500 [1] \| 1,500 [3] \| \| Jugoslaver \| 1,500 [1] \| 1,660 [3] \| \| Ungarere \| 1,500 [1] \| ~ \| \| Canadiere \| 1,000 [2] \| 1,448 [3] \| \| Skandinaver \| 1,000 [2] \| ~ \| \| Irere \| 250 (gjorde tjeneste i Abraham Lincoln Brigaden) \| \| \| Mexikanere \| 90 [1] \| \| | Tab - Dræbt i kamp: 9,934 (16%) - Såret i kamp: 7,686 (12.9%) - Forsvundet: ukendt - Krigsfanger: ukendt |              |
| "Nationalitet" | Thomas                                                                                                   | Andre kilder |
| Franskmænd | 9,000 | 9,000        |
| Italienere | 3,350 | 3,000        |
| Tyskere/østrigere | 3,000 | 5,000        |
| Polakker | 3,000 | 3,000        |
| Russere | 2,000-3,000                                                                                              |              |
| Amerikanere | 2,800 | 2,800        |
| Briter | 2,000 | 1,800        |
| Belgiere | ~ | 1,600        |
| Tjekkoslovakker | 1,500 | 1,500        |
| Jugoslaver | 1,500 | 1,660        |
| Ungarere | 1,500 | ~            |
| Canadiere | 1,000 | 1,448        |
| Skandinaver | 1,000 | ~            |
| Irere | 250 (gjorde tjeneste i Abraham Lincoln Brigaden)                                                         |              |
| Mexikanere | 90 |              |

### Ikke-spanske bataljoner
- Abraham Lincoln Bataljon: fra USA, Canada og Den irske fristat, med enkelte briter og en chilener som boede i New York.
  - Connolly Kollone: Denne primært irske republikanske gruppe kæmpede som en sektion under Lincoln Bataljon
- Mickiewicz Bataljon: især polsk.
- André Marty Bataljon: især fransk og belgisk, navngivet efter André Marty.
- Britisk Bataljon: især briter men også mange fra Den irske fristat, Australien, New Zealand, Sydafrika og andre Commonwealth medlemslande.
- Checo-Balcánico Bataljon: fra Tjekkoslovakiet og Balkan.
- Commune de Paris Bataljon: primært fransk.
- Deba Blagoiev Bataljon: primært bulgarsk, blev senere indlemmet i Djakovic Bataljon.
- Dimitrov Bataljon: grækere, jugoslaver, bulgarer, tjekkoslovakker, ungarere og rumænere. Opkaldt efter Georgi Dimitrov.
- Djure Djakovic Bataljon: jugoslaver, bulgarere, anarkister, navngivet efter den tidligere leder af det jugoslaviske kommunistparti Đuro Đaković.
- Dabrowski Bataljon: flest polakker og ungarere. Også tjekkoslovakker, ukrainere, bulgarere og palæstinensiske jøder.
- Edgar André Bataljon: mest tyskere. Også østrigere, jugoslaver, bulgarere, albanere, rumænere, danskere, svenskere, nordmænd og hollændere.
- Español Bataljon: mexikanere, cubanere, puertoricanere, chilener, argentinere og bolivianere.
- Figlio Battalion: især italienere; senere indlemmet i Garibaldi Bataljon.
- Garibaldi Bataljon: Opbygget som Italoespañol Bataljon og omdøbt. Især italienere og spaniere.
- George Washington Bataljon: Den anden amerikanske bataljon. Blev senere lagt sammen med Lincoln Bataljon til "Lincoln-Washington Bataljonen", der dog senere skiftede navn tilbage til Lincoln Bataljon.
- Hans Beimler Bataljon: primært tyskere; senere lagt sammen med Thälmann Bataljon.
- Henri Barbusse Bataljon: især fransk.
- Henri Vuilleman Bataljon: især fransk.
- Louise Michel Bataljonerne: fransk talende, senere lagt sammen med Henri Vuillemin Bataljon.
- Mackenzie-Papineau Bataljon: kaldt Mac-Paps, især canadiere.
- Marsellaise Bataljon: især fransk.
  - Et separat britisk kompagni inkorporeret i bataljonen.
- Palafox Bataljon: jugoslaver, polakker, tjekkoslovakker, ungarere, jøder og franskmænd.
  - Naftali Botwin Kompagni: en jødisk enhed dannet inden for Palafox Bataljonen i december 1937.
- Pierre Brachet Bataljon: især fransk.
- Rakosi Bataljon: flest ungarere, men også tjekkoslovakker, ukrainere, polakker, kinesere, mongoler, palæstinensiske jøder.
- Nine Nations Bataljon: franskmænd, belgiere, italienere, tyskere, østrigere, hollændere, danskere, schweizere og polakker.
- Six Février Bataljon ("Sjette februar"): franskmænd, belgiere, marokkanere, algierere, libyere, syrere, iranere, irakere, kinesere, japanere, indere og palæstinensiske jøder.
- Thälmann Bataljon: især tyskere, navngivet efter den tyske kommunistleder Ernst Thälmann.
  - Tom Mann Centuria: En lille, primært britisk gruppe, som opererede som en sektion af Thälmann Bataljonen.
- Thomas Masaryk Bataljon: især tjekkoslovakker.
- Tschapaiew Bataljon: ukrainere, polakker, tjekkoslovakker, bulgarere, jugoslaver, tyrkere, italienere, tyskere, østrigere, finner, svenskere, nordmænd, danskere, belgiere, franskmænd, grækere, albanere, hollændere, schweizere og baltere.
- Vaillant-Couturier Bataljon: franskmænd, belgiere, tjekkoslovakker, bulgarere, svenskere, nordmænd og danskere.
- Veinte Bataljon: amerikanere, briter, italienere, jugoslaver og bulgarere.
- Zwölfte Februar Bataljon: især østrigere.

### Dansk deltagelse
Omkring 500 danskere deltog i brigaderne, ca. 35 % af dem døde, der i blandt Gustaf Munch-Petersen. Villy Fuglsang og Leo Kari skrev om deres deltagelse: "De som rejste til Spanien for at deltage i borgerkrigen, vidste, den danske regering ikke støttede dem. Overlevede de borgerkrigen og vendte hjem, vidste de at de ville blive arresteret, da de have forbrudt sig mod den internationale aftale, som var indgået i den Internationale Ikke-indblandingskomité og var grundlaget for den lov, som gjorde det ulovligt for danske statsborgere at deltage i den spanske borgerkrig. Loven blev vedtaget i februar 1937".
I en socialdemokratisk håndbog står der blandt andet:

## Personer som var involveret i De Internationale Brigader
| - Norman Bethune - canadisk læge som senere tog til Kina, opfinder af den mobile blodstransfusion. - Herman Bottcher - tysker som kæmpede på amerikansk side i 2. verdenskrig og blev højt dekoreret. - Willy Brandt - Vesttysklands kansler 1969-1974, Modtager af Nobels Fredspris i 1971 - Edward A. Carter, Jr. - afroamerikaner, modtog i 1997 Medal of Honor (posthumt) for sin indsats i 2. verdenskrig. - Carmelo Delgado Delgado - puertoricansk nationalist †. - Fred Copeman - kommandant for Britisk Bataljon under borgerkrigen. - Vladimir Copic - kommandant for den 15. Internationale Brigade. - John Cornford - britisk digter og kommunist †. - Charles Donnelly - irsk digter og politisk aktivist †. - Ilja Ehrenburg - russisk forfatter og journalist for Izvestija. - Villy Fuglsang - dansk kommunist og senere folketingsmedlem. - Janos Galicz (General "Gal") - ungarer, kommandant for 15. Internationale Brigade og senere 15. Division. Efter borgerkrigen dræbt under udrensninger i Den Røde Hær. - Bill Gannon - irsk IRA-mand og kommunist. - Pierre Georges ("Oberst Fabien") - fransk kommunist, død i modstandskampen mod den tyske besættelse. - David Guest - britisk kommunist, matematiker og filosof †. - Ernest Hemingway - amerikansk forfatter og journalist. - Jack Jones - britisk fagforeningsleder. - James Robertson Justice - britisk skuespiller. - Oliver Law - afroamerikaner, kommunist †. - Laurie Lee - britisk digter og forfatter. - Luigi Longo - ("Gallo") italiensk kommunistleder. - Petro Marko - albansk forfatter. - André Marty - fransk kommunistleder. - Erich Mielke - tysk kommunist, minister for statssikkerhed i DDR 1953-1989, og dermed hovedansvarlig for opbygning af overvågningen. - Gustaf Munch-Petersen - dansk maler og digter †. | - Conlon Nancarrow - amerikansk-født komponist. - Pietro Nenni - italiensk socialist, udenrigsminister 1946-1947 og 1968-1969. - Guido Nonveiller - kroatisk (jugoslavisk) entomolog. - George Orwell- britisk forfatter. - Abe Osheroff - amerikan politisk aktivist (tidligere kommunist). - Ezekias Papaioannou - cypriotisk kommunistleder. - László Rajk - ungarsk kommunistleder. - Henrich Rau - tysk kommunist og minister i DDR. - Pat Read - irsk anarkist - Henri Rol-Tanguy - fransk kommunist og leder af modstandsbevægelsen. - Valter Roman - rumænsk kommunistleder. - Esmond Romilly - engelsk socialist og anti-fascist med overklassebaggrund, nevø til Winston Churchill. - Frank Ryan - IRA-leder og i spidsen for Connolly Kollonen. - Žikica Jovanović Španac - serbisk (jugoslavisk) aktivist, som tilskrives starten på modstanden mod fascismen i Jugoslavien. - Mehmet Shehu - albansk kommunistleder. Premierminister i Albanien 1954-1981. - Stephen Spender - britisk digter, forfatter, journalist og kritiker (tidligere kommunist). - Manfred Stern (General "Kléber") - agent for det hemmelige politi i Sovjetunionen, NKVD. Død i Gulag i 1954. - Karol Swierczewski (General "Walter") - polak, officer i Den Røde Hær og senere for den sovjetisk styrede polske hær, med til at etablere det kommunistiske styre i Polen efter krigen. - Palmiro Togliatti - medstifter af det italienske kommunistparti, justitsminister 1945-1946, medgrundlægger af den italienske republik efter 2. verdenskrig. - Asim Vokshi - albansk leder for Garibaldi Batalijonen. - Simone Weil - kvindelig fransk filosof, kristen mystiker og social aktivist. - Tom Wintringham- britisk soldat, militærhistorier mv. (tidligere kommunist). - Wilhelm Zaisser (General "Gomez") - tysk kommunistleder, chef for STASI 1950-1953. - Mate Zalka (General "Lukacs") - ungarsk forfatter og kommunist †. †= Død i borgerkrigen |  |

## Mindesmærker over brigadisterne
- "La Mano" ("hånden") af Liss Eriksson i Stockholm (1977)
- Det første amerikanske mindesmærke for brigadisterne på University of Washington i Seattle (1998)
- "International Brigade Memorial" af Ian Walters i London (1985)
- Mindesmærke i Østberlin.
- Monument af Jean Gallo på Père Lachaise-kirkegården i Paris
- Mindesmærke for de danske spaniensfrivillige i Churchillparken ved Kastellet[4] (1986)